# Herniaria maritima
Herniaria maritima là loài thực vật có hoa thuộc họ Cẩm chướng. Loài này được Link mô tả khoa học đầu tiên năm 1799.